# Gabriel Marcel
Gabriel Marcel (París, 7 de diciembre de 1889-París, 8 de octubre de 1973) fue un dramaturgo y filósofo francés. Sostenía que los individuos tan solo pueden ser comprendidos en las situaciones específicas en que se ven implicados y comprometidos. Esta afirmación constituye el eje de su pensamiento, calificado como existencialismo cristiano o personalismo.

## Biografía
Marcel nació en París el 7 de diciembre del año 1889, perdió a su madre a los cuatro años de edad, lo que le dejó un profundo sentimiento de pérdida. Fue educado en un ambiente de cariño, aunque sofocante, por su abuela y tía, convirtiéndose esta última en su madrastra:

Iba yo a cumplir cuatro años cuando la perdí. Independientemente de las pocas imágenes precisas que he podido conservar de ella, siempre la he tenido presente; de una manera misteriosa, ha estado siempre conmigo. Sin embargo, mi tía, quizás tan dotada, pero muy diferente, debía inevitablemente eclipsarla de hecho [...] extraordinariamente firme, dominante y que se creía obligada a proyectar la luz hasta los más pequeños rincones de mi existencia
Existencialisme chrétien

No tenía amigos de juego aunque se inventaba compañeros imaginarios. Ambas educadoras eran judías aunque de religión protestante liberal en cuanto al dogma y muy exigentes en materia moral.
Junto a los insolubilia Gabriel Marcel planteó la cuestión de la copresencia o intersubjetividad, para esto G. Marcel criticó al cogito cartesiano. Para G. Marcel, Descartes encierra al ego (en francés Moi es decir en castellano traducible ya no como deíctico sino como un pronombre-adjetivo «mí») en «su concha»: El «Yo Pienso» de Descartes es un molde que no puede deshacerse por sí mismo. El yo cartesiano en su individualidad se bloquea en sí mismo sin haber alcanzado ninguna transcendencia: es imposible el diálogo desde el ego cartesiano, es imposible el discurso sin la copresencia, desde ese ego el otro no puede dialogar ya que el otro no es aceptado como un Tú (otro Yo) y esto hace incompleto a todo Yo (hablando del Yo pronominal expresado en francés con la palabra moi, no con el subalterno «yo» deíctico llamado en francés je).
Su padre, Henri Marcel, era diplomático y consejero de Estado. Después fue nombrado director de la Escuela de Bellas Artes al tiempo que atendía diversos encargos dentro del Museo y de la Biblioteca Nacional. Era agnóstico, aunque apreciaba sobremanera el arte cristiano, en el que introdujo al joven Marcel. Henri aprovechaba sus numerosos viajes al exterior y mostrarle lo mejor del arte europeo. Aprovechaba también para leerle las mejores obras de la literatura, especialmente del teatro de Ibsen:

Demasiado inteligente para ser anticlerical, su padre pensaba, no obstante, como tantos hombres de aquellos años finales del siglo XIX, alimentados por Taine, Spencer, Renan, que las ideas deben desaparecer cuando han cumplido su tiempo. Tal era, a su juicio, el caso de la religión, abandonada por él en edad temprana. Reconocía sin dificultad todo lo que el arte debe al catolicismo, pero el pensamiento católico le parecía yamali
 prescrito, plagado de supersticiones absurdas. Un espíritu libre no podía, según él, seguir prestando adhesión a creencias infantiles
R. Troisfontaines, De l'existence 'a l'être. La philosophie de Gabriel Marcel (De la existencia al ser. La filosofía de Gabriel Marcel), pág. 20

A los siete años escribió su primera obra literaria y en general tuvo buenos resultados en la escuela primaria. Estudió secundaria en el Lycée Carnot de París donde aprendió a tocar el piano. Algunas obras compuestas por él fueron luego escritas por su esposa que se dedicaba a la música.
Estudió cuatro años de filosofía en la Sorbona. Los maestros que más influyeron en su preparación fueron V. Delbos para la historia de la filosofía y Lévy-Bruhl con quien preparó su tesis de título Les idées métaphysiques de Coleridge dans leurs rapports avec la philosophie de Schelling (Ideas metafísicas de Coleridge en sus relaciones con la filosofía de Schelling) presentada en 1909 y publicada íntegra en 1971. Con este trabajo entró en contacto con el idealismo alemán especialmente con Fichte y Hegel aunque desde una postura crítica.
También recibió clases de Charles Péguy, Jacques Maritain y Henri Bergson. Este último influyó notablemente en su pensamiento especialmente en sus conceptos de intuición creativa y duración.
Desde 1910 comenzó a estudiar a los pensadores ingleses como Bradley y Bosanquet. En 1914 pasó a los estadounidenses como Hocking y Royce. Sus notas personales acerca de estos estudios dejan ver que intentaba hacer una publicación de comentario a esas obras e ideas pero al final la abandonó debido al ambiente positivista y racionalista que reinaba en las universidades. Todos esos apuntes a la vez que proponían su reflexión personal sobre lo leído o estudiado, eran redactados en forma de diario. Sus fragmentos filosóficos (escritos personales desde 1909 a 1914) fueron publicados solo en 1962 y el así llamado «Diario metafísico» (Journal métaphysique) en 1927.
Conoció a Xavier Léon que lo invitó a la Société Française de Philosophie y a colaborar en la Revue de Métaphysique et de Morale donde publicó su primer ensayo: Les conditions dialectiques de la philosophie de l'intuition (Las condiciones dialécticas de la filosofía de la intuición).
En 1919 se casó con Jacqueline Boegner, que era protestante y le pidió que el matrimonio se realizara de acuerdo con los ritos de tal religión. Marcel aceptó. El matrimonio fue estéril por lo que decidieron adoptar a un niño. De este período datan la mayoría de las obras dramáticas de Marcel.
En 1933 adquirió un apartamento en la calle Rue de Tournon que le sirvió de residencia hasta su muerte y donde se reunía con un grupo escogido de pensadores católicos con el fin de elaborar una filosofía cristiana.

## Trayectoria
Tras terminar la carrera de filosofía, Marcel ejerció de profesor en diversos liceos: Vendôme (1911-1912), Lycée Condorcet en París (1915-18), Sens (1919-1922), Lycée Luis-le-Grand también en la capital (1939-1940), Montpellier (1941). Al mismo tiempo se dedicó a la crítica literaria, en especial de las obras de teatro. En 1911 publica el drama La grâce y dos años después Le palais de sable. Sus trabajos fueron interrumpidos por la Primera Guerra Mundial donde, a causa de su incapacidad militar, fue destinado en la Cruz Roja con la tarea de encontrar militares desaparecidos.
Colaboró en la preparación de una antología de textos literarios contemporáneos que fue publicada con el nombre de Les feux croisées en 1926.
En 1929 tras largo período de inquietud religiosa e influenciado por sus amigos, Du Bos y Mauriac, Marcel se convirtió al catolicismo. De este período de búsqueda religiosa también surge su obra Être et avoir publicado en 1935.
Durante este período sus obras filosóficas se alternan y se influencias mutuamente con sus obras dramáticas.
En 1946, Jean-Paul Sartre publicó su ensayo El existencialismo es un humanismo en el que afirmaba que Marcel era un «existencialista cristiano» cosa que Marcel rechazó pero que le sirvió para ser conocido fuera de Francia. Con motivo de esta disputa, Marcel definió su filosofía como «neo-socrática», expresión que usó innumerables veces durante las conferencias que dio por Europa desde 1949 hasta 1951.

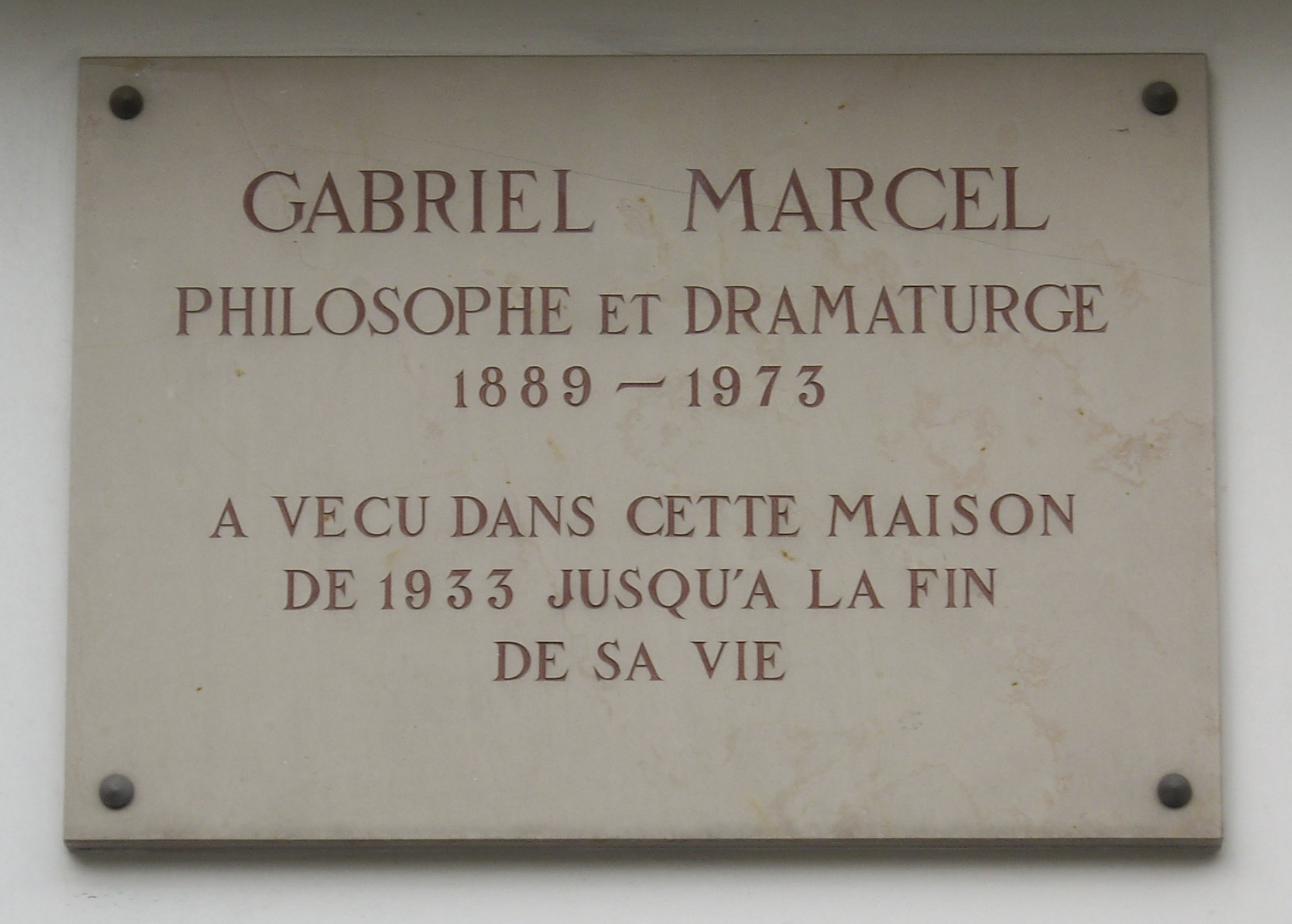
Placa en París ubicada en la casa donde vivió Gabriel Marcel desde 1933 hasta su muerte.

Su producción literaria y dramática prosiguió a buen ritmo en medio de las charlas que daba por las universidades europeas y de la creciente ceguera, hasta que falleció a la edad de 84 años.

## Pensamiento
En su primer libro, Diario metafísico, Marcel abogaba por una filosofía de lo concreto que reconociera que la encarnación del sujeto en un cuerpo y la situación histórica del individuo condicionan en esencia lo que se es en realidad.
Marcel distinguió la reflexión primaria, que tiene que ver con los objetos y las abstracciones. Esta reflexión alcanza su forma más elevada en la ciencia y la tecnología. La reflexión secundaria —usada por él como método— se ocupa de aquellos aspectos de la existencia humana, como el cuerpo y la situación de cada persona, en los que se participa de forma tan completa que el individuo no puede abstraerse de los mismos. La reflexión secundaria contempla los misterios y proporciona una especie de verdad (filosófica, moral y religiosa) que no puede ser verificada mediante procedimientos científicos, pero que es confirmada mientras ilumina la vida de cada uno.
Marcel, a diferencia de otros existencialistas, hizo hincapié en la participación en una comunidad en vez de denunciar el ontológico aislamiento humano. No solo expresó estas ideas en sus libros, sino también en sus obras de teatro, que presentaban situaciones complejas donde las personas se veían atrapadas y conducidas hacia la soledad y la desesperación, o bien establecían una relación satisfactoria con las demás personas y con Dios.
En cuanto a la familia, Marcel tras reflexionar en su experiencia de temprana muerte de su madre, afirmaba que la familia era una especie de símbolo de una realidad personal mucho más rica y profunda donde el amor recíproco y la mutua donación son la base o fundamento. En ese mundo, el niño ve un refugio de recuerdos felices donde vuelve cada vez que hace falta. En el caso de los que morían hacía notar al mismo tiempo su lejanía (ya no están) y su cercanía (la nostalgia).
Como se ha mencionado los textos de su Journal Metaphysique reflejan tanto sus estudios de filósofos y corrientes de pensamiento, —escrito eso sí a modo de diario— como sus experiencias personales. Así la segunda parte del Journal trata de su experiencia de la guerra y evoca su idea de la trascendencia de la existencia encarnada por medio de un análisis fenomenológico propio.
Esta metodología fue desarrollada ulteriormente cuando oponía la «fenomenología del tener» a la «fenomenología del ser» que lo pone en las puertas de la metafísica.
Defensor de los sublevados contra el Gobierno electo de la Segunda República durante la guerra civil española, Albert Camus polemizó con él en varias cartas públicas donde denunció las contradicciones éticas de su reflexión filosófica humanista.

## Obras
- Diario metafísico (1923)
- Ser y tener (1933)
- Del rechazo a la invocación (1940)
- Homo viator (1944)
- El misterio ontológico (1959)

### Ediciones en español
- Marcel, Gabriel (1953). Teatro: Roma ya no está en Roma, Un hombre de Dios, El emisario. Losada, Buenos Aires. 220 pp. Traducción de Beatriz Guido
- Marcel, Gabriel (1954). Prolegómenos para una metafísica de la esperanza. Nova, Buenos Aires. 276 pp. Traducción de Ely Zanetti y Vicente P. Quintero
- Marcel, Gabriel (1955). Decadencia de la sabiduría. Emecé, Buenos Aires. 112 pp. Traducción de Beatriz Guido
- Marcel, Gabriel (1956). El mundo quebrado. Losange (Publicación teatral periódica), Buenos Aires. 80 pp. Traducción de Beatriz Guido
- Marcel, Gabriel (1956). El iconoclasta (teatro). Nova, Buenos Aires. 162 pp. Prólogo de Elsa Tabernig. Traducción de Abelonne Maffei
- Marcel, Gabriel (1957). Diario metafísico. Losada, Buenos Aires. 332 pp. Traducción de José Rovira Armengol
- Marcel, Gabriel (1959). Filosofía concreta. Revista de Occidente, Madrid. Traducción de Alberto Gil Novales
- Marcel, Gabriel (1964). El misterio del ser. Sudamericana, Buenos Aires. 320 pp. Traducción de María Eugenia Valentié

- Marcel, Gabriel. La condición del intelectual en el mundo contemporáneo. Ediciones Rialp. ISBN 978-84-321-0533-3.

- Marcel, Gabriel (1967). Dos discursos y un prólogo autobiográfico. Editorial Herder. ISBN 978-84-254-0119-0.

- Marcel, Gabriel (1969). Diario metafísico. Ediciones Guadarrama. ISBN 978-84-250-0083-6.
- Marcel, Gabriel (1967). En busca de la verdad y de la justicia. Editorial Herder. ISBN 978-84-254-0118-3.

- Marcel, Gabriel (1971). Filosofía para un tiempo de crisis. Ediciones Guadarrama. ISBN 978-84-250-0136-9.

- Marcel, Gabriel (1971). Incredulidad y fe. Ediciones Guadarrama. ISBN 978-84-250-0124-6.

- Marcel, Gabriel (1971). El misterio del ser. Edhasa. ISBN 978-84-350-0027-7.

- Marcel, Gabriel (1987). Aproximación al misterio del ser: Posición y aproximaciones concretas al misterio ontológico. Encuentro Ediciones. ISBN 978-84-7490-170-2.Marcel, Gabriel. Obras selectas. Biblioteca de Autores Cristianos. ISBN 978-84-7914-547-7.

- Marcel, Gabriel (1995). Ser y tener. Caparrós Editores. ISBN 978-84-87943-31-7.